# Muchajjam al-Arrub
Muchajjam al-Arrub (arab. مخيم العروب) – obóz dla uchodźców palestyńskich w Autonomii Palestyńskiej (południowy Zachodni Brzeg, Hebron). Według danych Palestyńskiego Centralnego Biura Statystycznego w 2016 roku liczył 10 487 mieszkańców.